# Džiugas (queso)
Džiugas es un queso lituano fermentado duro originario de la región de Telšiai. El principal productor es AB Žemaitijos pienas. El queso tiene un contenido medio de grasa, obtenido de la leche de vaca pasteurizada por digestión enzimática, seguido de un procesamiento especial y maduración del cuajo y la masa del queso. 

## Producto protegido
A fecha de 2019, Džiugas es el único queso lituano duro en recibir la Indicación Geográfica Protegida por parte de la Comisión Europea. El vínculo entre este queso y el área geográfica se basa en el buen nombre del producto, la experiencia de los artesanos y la leyenda. AB Žemaitijos pienas reconoce que cualquier productor establecido en el centro de la ciudad de Telšiai tiene derecho a producir queso Džiugas de acuerdo con las especificaciones de este producto.
El nombre del queso está asociado con el legendario guerrero samogitiano Džiugas. La leyenda dice que, con ayuda de los demonios, Džiugas mostró su coraje: uno, con una vara de hierro, noqueó a los cruzados, dio la vuelta a los robles centenarios y empujó las montañas. Cuando se enojó con los demonios, no perdió su fuerza: cavó el lago Mast y construyó su primera granja cerca. Los vecinos celosos revelaron el secreto del hombre poderoso: encontró queso amarillo en el sótano, capaz de fortalecer a un hombre extraordinario. 
Al comienzo del período de pastoreo en mayo, cuando comienza la producción de queso Džiugas, se organiza un festival Džiugiadienis en Telšiai, durante el cual una comisión especial evalúa las propiedades sensoriales del queso elaborado hace un año y madurado durante 12 meses. Los quesos se prueban y maduran durante más tiempo, se comparan su color, sabor y textura. Las casas de queso Džiugas se han establecido en Telšiai, Vilna, Klaipėda, donde se llevan a cabo degustaciones de productos y programas educativos, y existe un museo dedicado al queso Džiugas. 

## Historia
Históricamente, los más populares en Lituania fueron los quesos cuajados, obtenidos gracias a las bacterias del ácido láctico. Los samogitianos también sabían hacer quesos fermentados, que se elaboraban con el estómago seco de ternera. Las crónicas del siglo XVIII mencionan el queso samogitiano, y el Museo Samogitiano "Alka" conserva formas de madera de queso fermentado. El libro "The Great Chef" de 1936 publicado por Klaipėda Sakalas Printing House presenta una receta de queso duro casero, que se madura durante uno o dos años.
La producción industrial de queso en la región comenzó en 1924 La primera lechería comenzó a trabajar en Telšiai en 1985. La producción experimental del queso duro que se convirtió en la base del queso Džiugas comenzó en la fábrica recién construida.

## Descripción
La materia prima empleada para su elaboración consta de pasto de tiempo para el ordeño (desde el final de la primavera y el otoño), se coagula la leche mediante bacilos de ácido láctico (Lactobacillus) y bacterias termófilas cocos (Streptococcus) y la enzima de origen microbiológica que se obtiene mediante el cultivo del hongo microscópico Rhizomucor miehei, sal. Una pieza de 4 kg de queso madurado requiere aproximadamente 60 litros de leche. 
El color del queso varía de amarillento y amarillo cremoso, dependiendo de la madurez, con un color ligeramente más intenso, verdoso, anaranjado y similar a la corteza. El queso madurado durante al menos 60 meses posee una sección amarilla, con un tinte anaranjado y cristales visibles de sales de calcio. 
El queso tiene la forma de un cilindro achatado, con una altura de 9 a 10 cm, un diámetro de 22 a 24 cm y un peso de 4.2 a 4.5 kg. En el dibujo en sección se pueden observar agujeros de forma irregular, pequeñas grietas, pequeñas sales de calcio blancas pequeñas y cristales de aminoácidos de tirosina. La masa de queso es firme pero está bien rota. Cuanto más tiempo madura el queso, más duro es y tiene cristales más crujientes. El queso tiene un sabor rico y dulce pero picante con sabor a fruta. Su aroma ligeramente pronunciado de ácido fresco, láctico y queso seco. 
El contenido de grasa de la materia seca del queso está regulado en un 39-40%, el contenido de humedad en un 34-35% y en sal en un 1.8-2.2%. 
Gracias a la combinación de cultivos de levadura y tecnologías patentadas, Džiugas, que madura por más tiempo, adquiere sus propias propiedades únicas. Hay quesos de diferentes maduraciones: suaves por 12 meses, picantes por 18, delicados por 24, gourmet por 36, lujosos por 48, exclusivos por 60.

## Etapas de producción
- Preparación de la mezcla de leche. La leche cruda se normaliza al contenido de grasa requerido y se pasteuriza a 74 ± 2 °C.
- Extracción de leche. La mezcla de leche se calienta a una temperatura de 32 a 34 °C y se añaden levaduras prefermentadas. Después de llenar la máquina de queso con una mezcla de leche, se agrega una enzima que atrae la leche de la clase de proteasa de origen microbiológico, la mezcla se mezcla y se deja durante 25-35 minutos. encogerse
- Procesamiento de resumen. El agregado rígido se corta en granos de 0.7 a 1.0 cm. Tiempo de corte - 10 min. Al elevar la temperatura, se realiza un calentamiento secundario de los granos de queso.
- Formación masiva. Los granos de queso se vierten en moldes de plástico cubiertos, transportados a los túneles de prensado, donde se tarda aproximadamente 1,5 horas.
- Salazón. Los quesos se colocan en depósitos de sal durante un máximo de 6 días, donde la temperatura de la salmuera alcanza 8-12 °C, pH 4.5-5.2, concentración de sal 18-22%.
- Maduración. Las piezas de queso se colocan verticalmente en recipientes especiales en palos redondos y en constante rotación. La maduración se establece a una temperatura de 10–12 °C, 80 ÷ 85% de humedad relativa. Las cabezas de queso se envasan al vacío en bolsas de polímero . El queso madura durante 12 a 60 meses.

## Evaluación
El queso Džiugas ha sido evaluado en muchas exposiciones y concursos. Entre 1998 y 2017 recibió 51 premios en 15 países de todo el mundo. En Lituania en 1998 es reconocido y premiado por primera vez como el mejor producto del año. En 1999 es galardonado con una medalla de oro en la exposición internacional AgroBalt.

## Enlaces
- Sitio web de la casa de queso Džiugas
- AB Žemaitijos pienas. Surtido de queso Džiugas
- Queso lituano "Džiugas" en la mesa americana

- Datos: Q89889766